# 北京大学国际医院
北京大学国际医院是位于中国北京市的三级公立医院。

## 历史
2002年，北京市批复建立北京大学国际医院。2003年，北京大学和方正集团共同创立北大医疗产业集团以共建北京大学国际医院。规划中占地800亩（530,000平方），一期规划600至800张病床，预计2006年年底投入运行。
2014年12月5日，正式建成开业，实际占地440,000平方（660亩）。

## 设施
截至2016年，该医院有核准床位1,800张，被称为是“亚洲最大的单体医疗建筑”。